# Tyrannochthonius queenslandicus
Tyrannochthonius queenslandicus är en spindeldjursart som först beskrevs av Beier 1969.  Tyrannochthonius queenslandicus ingår i släktet Tyrannochthonius och familjen käkklokrypare. Inga underarter finns listade i Catalogue of Life.